# Abdelmalik Muktar
Abdelmalik Muktar, född 19 april 1996, är en etiopisk simmare.
Vid olympiska sommarspelen 2020 i Tokyo slutade Muktar på 62:a plats på 50 meter frisim och blev utslagen i försöksheatet.